# 80 Cancri
80 Cancri, som är stjärnans Flamsteed-beteckning, är en ensam stjärna, belägen i den mellersta delen av stjärnbilden Kräftan. Den har en skenbar magnitud av ca 6,87 och kräver åtminstone en handkikare för att kunna observeras. Baserat på parallaxmätning inom Hipparcosuppdraget på ca 8,3 mas, beräknas den befinna sig på ett avstånd på ca 392 ljusår (ca 120 parsek) från solen. Den rör sig bort från solen med en heliocentrisk radialhastighet på ca 10 km/s.

## Egenskaper
80 Cancri är en vit till blå stjärna i huvudserien av spektralklass A1 V. Den har en radie som är ca 2 solradier och utsänder från dess fotosfär ca 22 gånger mera energi än solen vid en effektiv temperatur av ca 8 700 K.